# Ritratto virile (Giovanni Bellini Roma)
Il Ritratto virile, titolato anche Ritratto di giovane, Ritratto di giovane biondo, Ritratto di patrizio, Ritratto maschile e un tempo ritenuto un autoritratto, è un dipinto a olio su tavola (34x26,5 cm) di Giovanni Bellini conservato nei Musei Capitolini di Roma.

## Provenienza, equivoci e attribuzioni
Giunse alla Galleria Capitolina nel 1750. Proveniva dalla collezione del cardinale Carlo Pio che lo aveva ereditato dal cardinale Carlo Emanuele Pio, e forse nel Cinquecento si trovava nel palazzo ferrarese dei Pio di Savoia. Sia nell'inventario della famiglia sia in quelli settecenteschi della Galleria l'iscrizione sul parapetto (JOANNES BELLINUS/P.) fu interpretata come una descrizione del soggetto, e quindi un autoritratto, invece che come firma dell'artista. Nonostante sia stato ripetutamente pubblicato come ritratto di un altro personaggio sconosciuto (p.e. da Pignatti nel 1969 o dagli stessi musei romani) viene talvolta ancora citato erroneamente come autoritratto.
Inizialmente attribuito dalla critica moderna a Nicolò Rondinelli (Morelli 1890, Berenson 1894 e 1907), poi accolto con riserva (Ricci 1920), fu infine attribuito come autografo di Bellini dal Gronau (1922 e 1930) sebbene prima lo stesso l'avesse considerato opera di bottega (1909). Generalmente viene datato nella seconda metà degli anni Novanta del Quattrocento.

## Descrizione e stile
Dipinto con un'attenzione miniaturistica, percepibile nel ciuffo ribelle di capelli che si dirada al centro della fronte, presenta il busto di un giovane biondo limitato dal parapetto con la firma dell'autore. La raffigurazione è di tre quarti, sopra un cielo screziato di nuvole, e vista leggermente dal basso, indice che la tavola era destinata a essere esposta un po' più in alto degli occhi dell'osservatore. La tenuta nera anche nel berretto e nella fascia, il cui solo spessore emerge sulla spalla destra nel profondo colore della veste spezzato soltanto dal lindore della camicia bianca, definisce il rango senatorio del rappresentato.
Come in altri simili ritratti del Giambellino lo sguardo dell'effigiato si volge verso un punto esterno indefinito, non cerca un coinvolgimento dell'osservatore ma mantiene un'espressione impassibile e un contegno distaccato. Sono anche assenti ulteriori attributi caratterizzanti e, per quanto i tratti del volto siano definiti e a quel tempo riconoscibili, il nobile in posa non rivela altro di personale ma tutto del suo rango. Non si tratta dell'intenzione di nascondere le emozioni bensì della cosciente soppressione dell'ego: «L'individuo viene asservito alla classe e la classe alle necessità dello Stato. Era questo l'ideale, il mito autodefinito e autocreato di Venezia».